# Ян Плюг
Ян Плюг (нід. Jan Plug; нар. 2 квітня 2005) — нідерландський футболіст, захисник клубу «Феєнорд».

## Клубна кар'єра
Виступав за юнацьку команду «Квік Бойз», звідки 2016 року перейшов до академії «Феєнорда». 2 червня 2023 року підписав з клубом свій перший професіональний контракт, що розрахований до середини 2026 року.
14 травня 2025 року дебютував в основному складі «Феєнорда» в матчі Ередивізі проти «Валвейка», вийшовши на заміну Квіліндсхі Гартману.

## Особисте життя
Племінник колишнього футболіста Дірка Кейта, відомого виступами за «Феєнорд».

## Статистика виступів
Станом на 14 травня 2025 
| Клуб              | Сезон             | Чемпіонат         | Чемпіонат | Чемпіонат | Кубок | Кубок | Єврокубки | Єврокубки | Інші  | Інші | Всього | Всього |
| Клуб              | Сезон             | Дивізіон          | Матчі     | Голи      | Матчі | Голи  | Матчі     | Голи      | Матчі | Голи | Матчі  | Голи   |
| ----------------- | ----------------- | ----------------- | --------- | --------- | ----- | ----- | --------- | --------- | ----- | ---- | ------ | ------ |
| Феєнорд           | 2024–25           | Ередивізі         | 1         | 0         | 0     | 0     | 0         | 0         | 0     | 0    | 1      | 0      |
| Всього за кар'єру | Всього за кар'єру | Всього за кар'єру | 1         | 0         | 0     | 0     | 0         | 0         | 0     | 0    | 1      | 0      |

## Досягнення
«Феєнорд»
- Володар Суперкубка Нідерландів: 2024[5]